# Louise Beavers
Louise Beavers (Cincinnati, 8 marzo 1902 – Hollywood, 26 ottobre 1962) è stata un'attrice statunitense.

## Biografia
Louise Beavers nacque a Cincinnati, in Ohio, dall'insegnante Ernestine Monroe Beavers e da William M. Beavers, originario della Georgia. Trasferitasi nel 1913 con la famiglia a Pasadena, in California, frequentò le scuole e, nel giugno del 1920, si laureò alla Pasadena High School. Successivamente lavorò come cameriera per l'attrice Leatrice Joy. Mentre recitava in occasionali produzioni amatoriali, venne notata da un agente cinematografico che già rappresentava attori afroamericani, il quale la incoraggiò a sottoporsi a un provino. Inizialmente scettica nei confronti di Hollywood, per il modo in cui ruoli e personaggi di afroamericani erano rappresentati nei film, la Beavers si sottopose al provino e ottenne una parte nel film La capanna dello zio Tom (1927).
La Beavers iniziò quindi la carriera cinematografica in un'epoca, alla fine degli anni venti, in cui gli attori afroamericani recitavano in pochi e secondari ruoli, solitamente come schiavi, indigeni o come domestici. Nel 1929 interpretò il ruolo di Julia, cameriera di Mary Pickford, nel film Coquette, e il suo personaggio di domestica - che si trova a svolgere anche il ruolo di figura materna per la protagonista - si pose all'attenzione del pubblico e fu il primo di molti altri personaggi che l'attrice interpretò sul grande schermo negli anni successivi e che avevano la caratteristica comune di supportare un protagonista bianco in un percorso di progressiva maturazione durante il corso di un film.
Esemplificativo in questo senso fu il ruolo di Delilah Johnson, una cameriera di colore, che l'attrice interpretò nel dramma Lo specchio della vita (1934). Il personaggio, lontano dagli stereotipi consueti della commedia, non svolge un mero ruolo di contorno alla trama ma è protagonista di una vicenda parallela a quella della primattrice (Claudette Colbert). Il pubblico accolse positivamente la performance della Beavers, che segnò una svolta nella storia del cinema, in quanto per la prima volta i problemi di una donna di colore erano rappresentati con grande attenzione in un importante film hollywoodiano.
La Beavers apparve in un gran numero di pellicole durante gli anni quaranta, recitando in avventure in costume come La ribelle del Sud (1941) e Vento selvaggio (1942), e in commedie come La taverna dell'allegria (1942), in cui duettò in un numero musicale con Bing Crosby, e La casa dei nostri sogni (1948), nel quale interpretò l'arguta domestica di Jim e Muriel Blandings (Cary Grant e Myrna Loy).
Con Hattie McDaniel ed Ethel Waters, la Beavers fu una delle attrici che interpretarono il ruolo della governante Beulah nell'omonima sitcom che fu il primo programma televisivo statunitense ad avere per protagonista una star afroamericana. Dopo essere apparsa in 33 episodi della serie nel 1952, l'attrice interpretò anche il ruolo della cameriera Louise, per le prime due stagioni del programma The Danny Thomas Show (1953-1955).

## Vita privata
Consapevole delle limitate opportunità interpretative che le venivano offerte, Louise Beavers respinse sempre le critiche secondo cui i cui i suoi ruoli affermavano l'asservimento delle persone di colore ai bianchi. Diventata celebre, fu attivista per i diritti civili degli americani di colore e sostenne la causa degli afroamericani, attivandosi per promuovere la loro immagine a Hollywood, sia durante la produzione che dopo l'uscita dei film.
Sposata e divorziata due volte, la Beavers non ebbe figli. Afflitta da numerosi problemi di salute, tra cui il diabete, morì il 26 ottobre 1962, all'età di 60 anni, a seguito di un attacco di cuore, al Cedars of Lebanon Hospital di Los Angeles.

## Filmografia parziale

### Cinema
- La capanna dello zio Tom (Uncle Tom's Cabin), regia di Harry A. Pollard (1927)
- Coquette, regia di Sam Taylor (1929)
- Gioco di bambole (Glad Rag Doll), regia di Michael Curtiz (1929)
- Cercatrici d'oro (Gold Diggers of Broadway), regia di Roy Del Ruth (1929)
- Oro (Wall Street), regia di Roy William Neill (1929)
- Honey, regia di Wesley Ruggles (1930)
- Ragazze per la città (Girls About Town), regia di George Cukor (1931)
- A che prezzo Hollywood? (What Price Hollywood?), regia di George Cukor (1932)
- Too Busy to Work, regia di John G. Blystone (1932)
- Lady Lou (She Done Him Wrong), regia di Lowell Sherman (1933)
- Perdizione (The Story of Temple Drake), regia di Stephen Roberts (1933)
- La guardia del corpo (Her Bodyguard), regia di William Beaudine (1933)
- Argento vivo (Bombshell), regia di Victor Fleming (1933)
- Palooka, regia di Benjamin Stoloff (1934)
- I've Got Your Number, regia di Ray Enright (1934)
- Lo specchio della vita (Imitation of Life), regia di John M. Stahl (1934)
- Le belve della città (Bullets or Ballots), regia di William Keighley (1936)
- General Spanky, regia di Fred Newmeyer, Gordon Douglas (1936)
- Cupo tramonto (Make Way for Tomorrow), regia di Leo McCarey (1937)
- Ali nella bufera (Wings Over Honolulu), regia di H.C. Potter (1937)
- L'ultimo gangster (The Last Gangster), regia di Edward Ludwig (1937)
- Brother Rat, regia di William Keighley (1938)
- Non è tempo di commedia (No Time for Comedy), regia di William Keighley (1940)
- La ribelle del Sud (Belle Starr), regia di Irving Cummings (1941)
- L'ombra dell'uomo ombra (Shadow of the Thin Man), regia di W. S. Van Dyke (1941)
- Vento selvaggio (Reap the Wild Wind), regia di Cecil B. DeMille (1942)
- La taverna dell'allegria (Holiday Inn), regia di Mark Sandrich (1942)
- 7 ragazze innamorate (Seven Sweethearts), regia di Frank Borzage (1942)
- Mademoiselle du Barry (DuBarry Was a Lady), regia di Roy Del Ruth (1943)
- Il capo famiglia (Top Man), regia di Charles Lamont (1943)
- L'avventuriero della città d'oro (Barbary Coast Gent), regia di Roy Del Ruth (1944)
- Deliziosamente pericolosa (Delightfully Dangerous), regia di Arthur Lubin (1945)
- Scandalo in famiglia (Lover Come Back), regia di William A. Seiter (1946)
- La casa dei nostri sogni (Mr. Blandings Builds His Dream House), regia di H.C. Potter (1948)
- La telefonista della Casa Bianca (For the Love of Mary), regia di Frederick de Cordova (1948)
- Il buon samaritano (Good Sam), regia di Leo McCarey (1948)
- The Jackie Robinson Story, regia di Alfred E. Green (1950)
- Per noi due il paradiso (My Blue Heaven), regia di Henry Koster (1950)
- Colorado Sundown, regia di William Witney (1952)
- La divisa piace alle signore (Never Wave at a WAC), regia di Norman Z. McLeod (1953)
- Addio, lady (Good-bye, My Lady), regia di William A. Wellman (1956)
- Autostop (You Can't Run Away from It), regia di Dick Powell (1956)
- Gioventù ribelle (Teenage Rebel), regia di Edmund Goulding (1956)
- Tammy fiore selvaggio (Tammy and the Bachelor), regia di Joseph Pevney (1957)
- La divina (The Goddess), regia di John Cromwell (1958)
- I giovani cannibali (All the Fine Young Cannibals), regia di Michael Anderson (1960)
- Un adulterio difficile (The Facts of Life), regia di Melvin Frank, Norman Panama (1960)

### Televisione
- Beulah – serie TV, 33 episodi (1952)
- Make Room for Daddy – serie TV, 6 episodi (1953-1954)
- Bourbon Street Beat – serie TV, episodio 1x02 (1959)

## Doppiatrici italiane
- Maria Saccenti in Jack London, La casa dei nostri sogni, Un sudista del Nord, Addio Lady!
- Lola Braccini in Vento selvaggio, La taverna dell'allegria
- Wanda Tettoni in Il buon samaritano
- Giovanna Scotto in La ribelle del Sud
- Velia Cruicchi Galvani in Piccolo porto
- Amelia Beretta in Tammy fiore selvaggio